# Momerstroff
Momerstroff est une commune française située dans le département de la Moselle et le bassin de vie de la Moselle-Est, en région Grand Est.
Village de l'ancien comté de Créhange, Momerstroff est rattaché à la France en 1793. Culturellement, la commune fait partie du pays de Nied et d'une manière plus large, de la Lorraine.

## Géographie

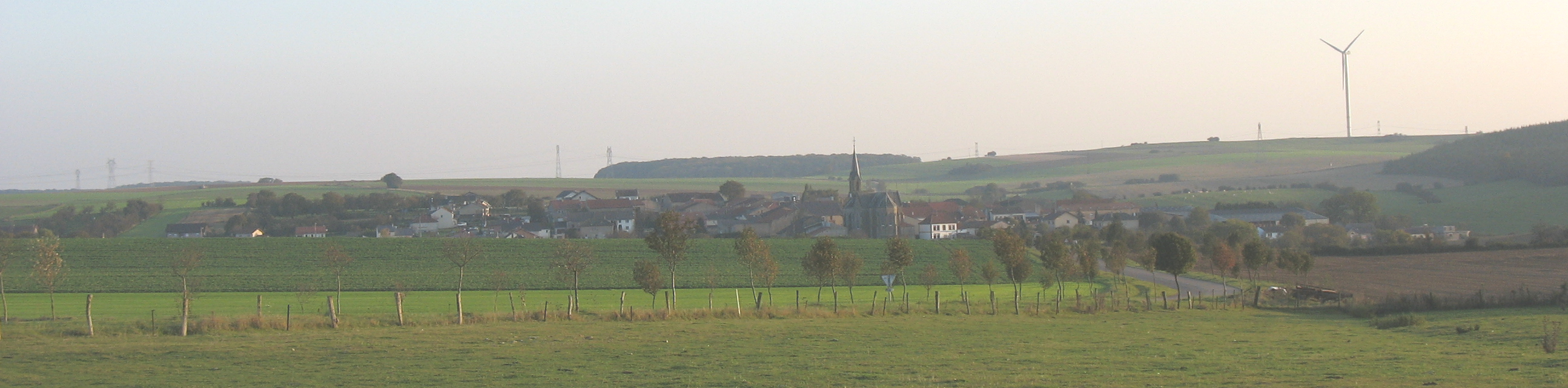
Vue du village de Momerstroff et d'une éolienne.

Momerstroff est un village, situé dans la zone de charbonnage. Des carottages ont révélé la présence de veines de charbon de six mètres de diamètre, donc commercialement exploitables. Cependant, jamais des galeries n'ont troué le sous-sol de Momerstroff. Le forage d'extraction de la Houve s'est arrêté à l'entrée du ban communal. Momerstroff se situe entre les deux bassins de fer et de charbon, en amont du pays de Nied. Le ban communal est traversé d'oxyducs et d'azoducs de la centrale de Richemont.
Sept lieux-dits comprennent le suffixe berg, signifie colline, montagne. L'altitude avoisinant les 400 mètres est propice à l'installation d'éoliennes. Cinq aérogénérateurs sont implantés sur le ban communal, produisant une quantité de courant - revendu à EDF - suffisante pour éclairer une ville comme Saint-Avold. Avec une puissance nominale de 2,3 mégawatts, à leur construction elles furent les plus hautes de France : 145 m au sommet (pale verticale) soit près de la moitié de la tour Eiffel, le rotor faisant 90 m de diamètre, le mât 100 m de haut.

### Communes limitrophes
| Boulay-Moselle |               | Denting     |
| Helstroff      | Momerstroff   | Niedervisse |
| Brouck         | Narbéfontaine |             |

### Hydrographie
La commune est située dans le bassin versant du Rhin au sein du bassin Rhin-Meuse. Elle est drainée par le ruisseau le Kaltbach et le ruisseau de Varize.

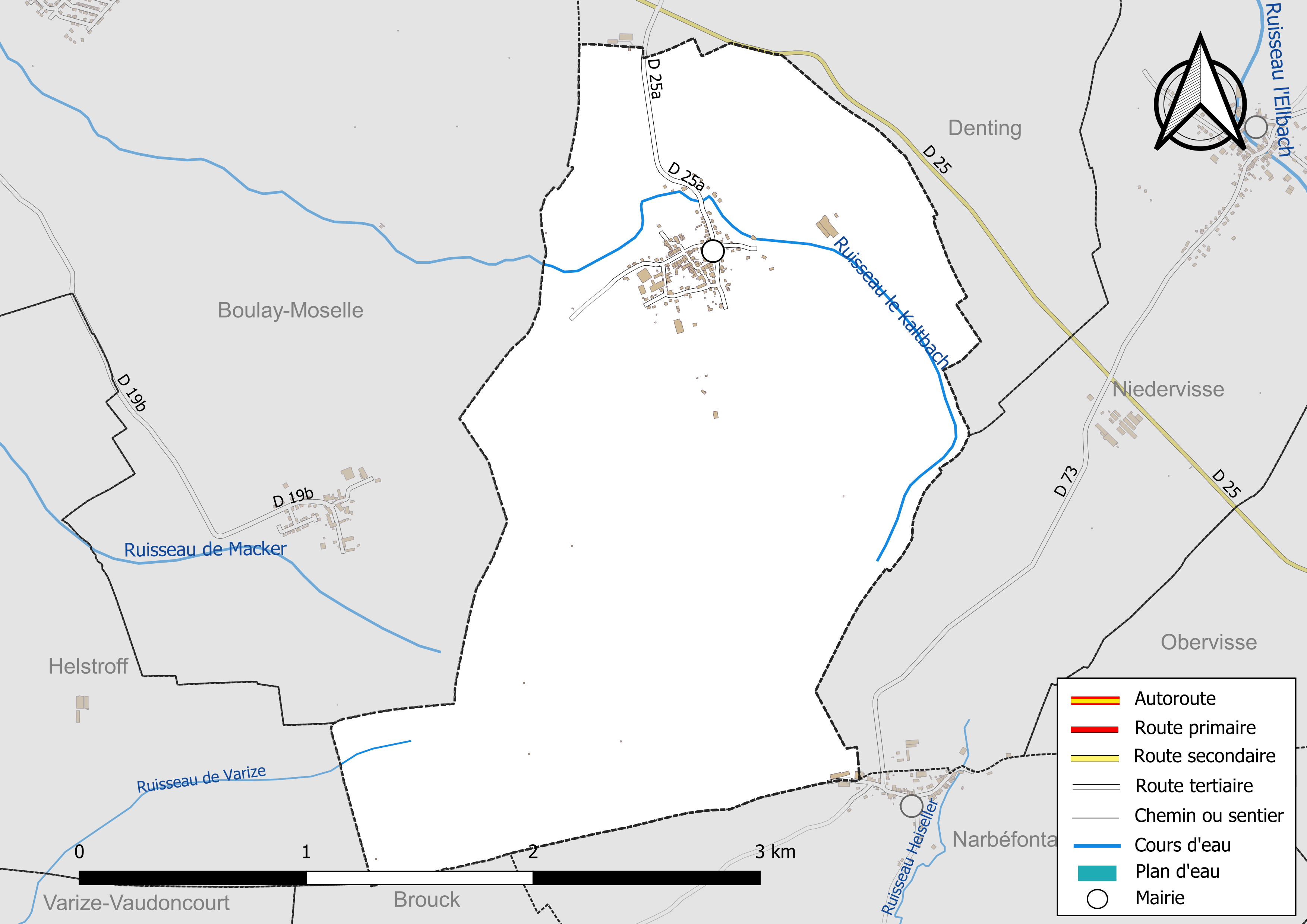
Réseaux hydrographique et routier de Momerstroff.

### Climat
Pour des articles plus généraux, voir Climat du Grand Est et Climat de la Moselle.
En 2010, le climat de la commune est de type climat de montagne, selon une étude du Centre national de la recherche scientifique s'appuyant sur une série de données couvrant la période 1971-2000. En 2020, Météo-France publie une typologie des climats de la France métropolitaine dans laquelle la commune est exposée à un climat semi-continental et est dans la région climatique  Lorraine, plateau de Langres, Morvan, caractérisée par un hiver rude (1,5 °C), des vents modérés et des brouillards fréquents en automne et hiver. 
Pour la période 1971-2000, la température annuelle moyenne est de 9,4 °C, avec une amplitude thermique annuelle de 16,8 °C. Le cumul annuel moyen de précipitations est de 857 mm, avec 12,4 jours de précipitations en janvier et 9,5 jours en juillet. Pour la période 1991-2020, la température moyenne annuelle observée sur la station météorologique de Météo-France la plus proche, « Lesse_sapc », sur la commune de Lesse à 22 km à vol d'oiseau, est de 10,7 °C et le cumul annuel moyen de précipitations est de 694,0 mm. 
La température maximale relevée sur cette station est de 40 °C, atteinte le 25 juillet 2019 ; la température minimale est de −20,7 °C, atteinte le 20 décembre 2009,,. 
Les paramètres climatiques de la commune ont été estimés pour le milieu du siècle (2041-2070) selon différents scénarios d'émission de gaz à effet de serre à partir des nouvelles projections climatiques de référence DRIAS-2020. Ils sont consultables sur un site dédié publié par Météo-France en novembre 2022.

## Urbanisme

### Typologie
Au 1er janvier 2024, Momerstroff est catégorisée commune rurale à habitat dispersé, selon la nouvelle grille communale de densité à sept niveaux définie par l'Insee en 2022.
Elle est située hors unité urbaine. Par ailleurs la commune fait partie de l'aire d'attraction de Metz, dont elle est une commune de la couronne,. Cette aire, qui regroupe 245 communes, est catégorisée dans les aires de 200 000 à moins de 700 000 habitants,.

### Occupation des sols
L'occupation des sols de la commune, telle qu'elle ressort de la base de données européenne d’occupation biophysique des sols Corine Land Cover (CLC), est marquée par l'importance des territoires agricoles (87,5 % en 2018), en diminution par rapport à 1990 (92,7 %). La répartition détaillée en 2018 est la suivante : 
terres arables (52,2 %), prairies (35,3 %), forêts (7,3 %), zones urbanisées (5,1 %). L'évolution de l’occupation des sols de la commune et de ses infrastructures peut être observée sur les différentes représentations cartographiques du territoire : la carte de Cassini (XVIIIe siècle), la carte d'état-major (1820-1866) et les cartes ou photos aériennes de l'IGN pour la période actuelle (1950 à aujourd'hui).

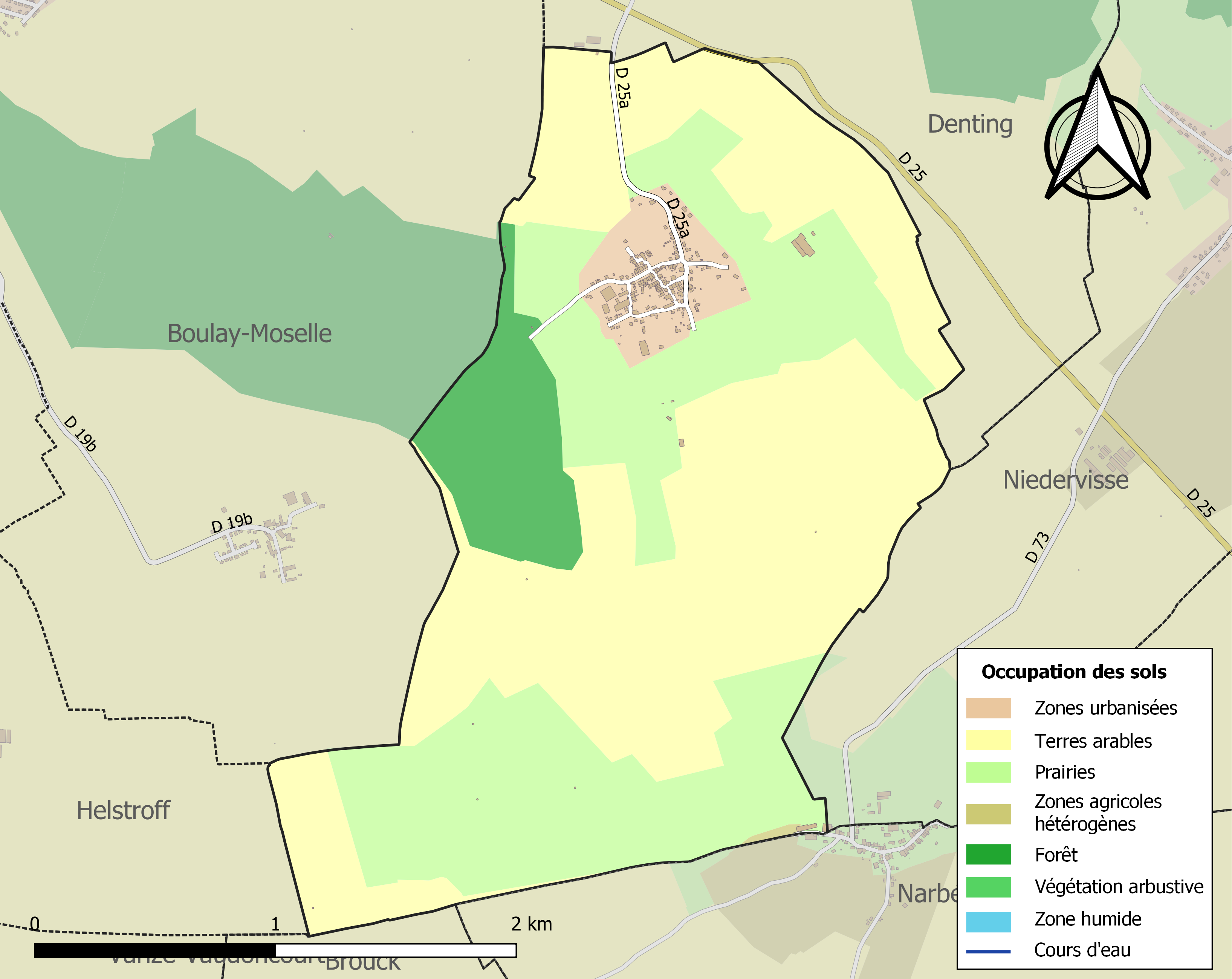
Carte des infrastructures et de l'occupation des sols de la commune en 2018 (CLC).

## Toponymie
- Momerstorff (1300), Mommestorf (1429), Mommestorff/Momerstorff et Momerdorf (1544), Memerstroff (1563), Momerstorf (1683), Momersdorf (1688), Momerstroff (1793), Momersdorf (1871-1918).
- En allemand : Mommersdorff[15]. En francique lorrain : Momerschtroff.

## Histoire
L'origine de Momerstroff remonte à environ deux mille ans. Le village est traversé par une voie romaine, appelée die Römerstrasse, au lieu-dit Augustenberg (colline d'Auguste César). Le village est christianisé vers l'an 700 et le premier prêtre est nommé en l'an 689, tandis que le christianisme aura à cohabiter encore longtemps avec des traditions ancestrales païennes.
De 962 au traité de Lunéville du 9 février 1801, Momerstroff fait partie d'un comté, qui sera élevé à la dignité de principauté. L'une des particularités du village serait que, selon la Société d'histoire et d'archéologie de la Lorraine (SHAL), il n'aurait jamais fait l'objet d'un rattachement officiel à la France à la fin du XVIIIe siècle. En effet, le professeur de chaire supérieure Johann Chavant, né et résidant à Momerstroff, arrêté à plusieurs reprises par la gendarmerie nationale, a été à chaque fois libéré par le président du département de la Moselle à Metz, au motif qu'«  il n'était pas français  ». Momerstroff relevait en effet du Saint-Empire. En 1806, l'empereur démissionne pour ne garder que la couronne impériale d'Autriche. Le Saint-Empire possédait encore une enclave constituée des trois villages de Denting, Niedervisse et Momerstroff, dans la Lorraine d'expression allemande, enclave qui en 1766 ne faisait pas partie de la dot de Marie Leszczyńska à Louis XV. Denting émet le vœu d'être rattaché à la France le 21 mars 1793, Niedervisse également, tandis que Momerstroff refuse de toutes ses armes de se soumettre à un régime maniant la guillotine.[réf. nécessaire]
Si les deux autres communes de l'enclave sont rattachées à la France au printemps 1793, Momerstroff refuse le régime révolutionnaire de la Convention jacobine. Ainsi Momerstroff est le seul territoire saint-impérial à ne pas avoir été rattaché à la France, mais pleinement intégré à la République française. Cette particularité historique, juridique  et touristique ne se veut nullement politique. Les archives locales de la jonction des XVIIIe et XIXe siècles sont fertiles en rebondissements historiques illustrant cet aspect original et singulier de Momerstroff.

## Cultes
La construction d'une nouvelle église devient nécessaire à la fin du XIXe siècle, du fait de la taille trop réduite de l'édifice par rapport à la population qui a sensiblement augmenté. Le lancement des travaux est décidé en 1886 par le conseil de fabrique et l'abbé Schaeffer. La nouvelle église est consacrée en 1888 sous le vocable de l'Assomption de la Très-Sainte-Vierge. Une famille américaine, originaire du village, fait alors don à la paroisse du vitrail représentant la Sainte Vierge, et situé au-dessus du maître-autel.

## Politique et administration
| Période                                  | Période   | Identité            | Étiquette | Qualité |
| ---------------------------------------- | --------- | ------------------- | --------- | ------- |
| mars 1989                                | mars 2008 | Jean-Marie Crauser  |           |         |
| mars 2008                                | mai 2020  | Georgette Steinmetz |           |         |
| mai 2020                                 | En cours  | Bernard Colbus      |           |         |
| Les données manquantes sont à compléter. |           |                     |           |         |

## Démographie
L'évolution du nombre d'habitants est connue à travers les recensements de la population effectués dans la commune depuis 1793. Pour les communes de moins de 10 000 habitants, une enquête de recensement portant sur toute la population est réalisée tous les cinq ans, les populations de référence des années intermédiaires étant quant à elles estimées par interpolation ou extrapolation. Pour la commune, le premier recensement exhaustif entrant dans le cadre du nouveau dispositif a été réalisé en 2004.

En 2022, la commune comptait 297 habitants, en évolution de +6,45 % par rapport à 2016 (Moselle : +0,52 %, France hors Mayotte : +2,11 %).
| 1793 | 1800 | 1806 | 1821 | 1836 | 1841 | 1861 | 1866 | 1871 |
| ---- | ---- | ---- | ---- | ---- | ---- | ---- | ---- | ---- |
| 278  | 282  | 224  | 305  | 379  | 363  | 396  | 387  | 364  |

| 1875 | 1880 | 1885 | 1890 | 1895 | 1900 | 1905 | 1910 | 1921 |
| ---- | ---- | ---- | ---- | ---- | ---- | ---- | ---- | ---- |
| 300  | 298  | 317  | 304  | 299  | 262  | 253  | 245  | 226  |

| 1926 | 1931 | 1936 | 1946 | 1954 | 1962 | 1968 | 1975 | 1982 |
| ---- | ---- | ---- | ---- | ---- | ---- | ---- | ---- | ---- |
| 249  | 254  | 235  | 231  | 202  | 190  | 183  | 184  | 189  |

| 1990 | 1999 | 2004 | 2006 | 2009 | 2014 | 2019 | 2022 | - |
| ---- | ---- | ---- | ---- | ---- | ---- | ---- | ---- | - |
| 203  | 214  | 241  | 272  | 270  | 283  | 297  | 297  | - |

## Économie

### Énergie
Des éoliennes fonctionnent sur le ban communal.

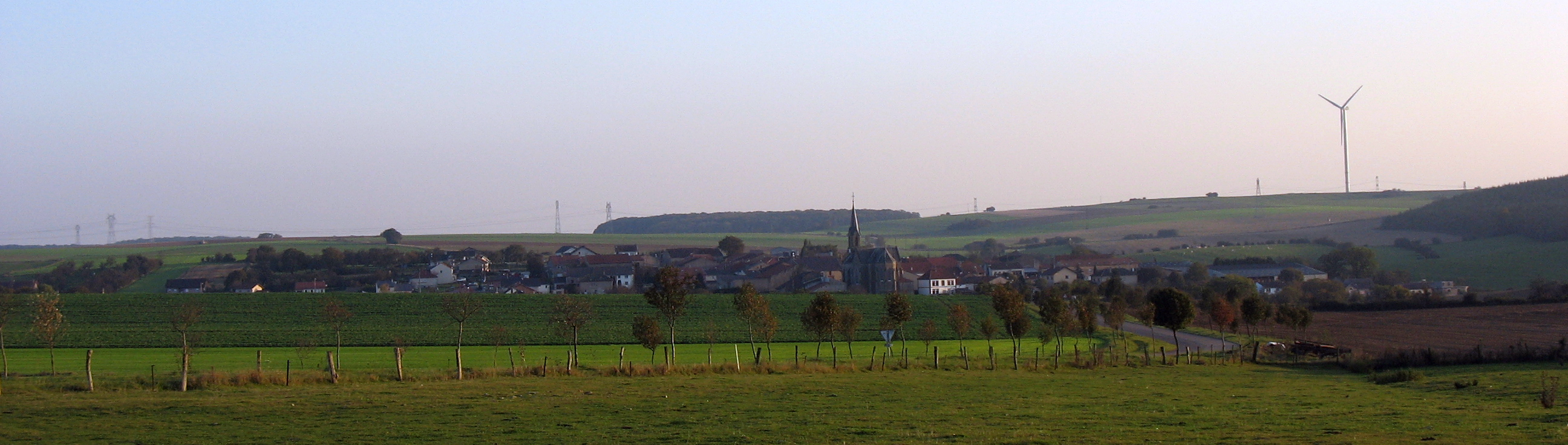
Vue du plateau éolien de Moerstroff. Quatre autres éoliennes se situent plus à droite.

## Culture locale et patrimoine

### Lieux et monuments
- Passage d'une voie romaine.
- Église Notre-Dame néo-gothique 1887 : chaire offerte par l'empereur Guillaume Ier d'Allemagne.

### Personnalités liées à la commune
- Famille Taittinger

## Héraldique
| Blason de Momerstroff | Blason  | Parti d'argent à la fasce de gueules et de gueules à l'agneau pascal d'argent. |
| Blason de Momerstroff | Détails | Le statut officiel du blason reste à déterminer.                               |